# Hutě (Cejle)
Hutě (německy Glashütten) je vesnice, část obce Cejle v okrese Jihlava. Nachází se asi 3 km na západ od Cejle. V roce 2009 zde bylo evidováno 106 adres. V roce 2001 zde trvale žil jeden obyvatel
Hutě je také název katastrálního území o rozloze 5,98 km2.
Vesnice Hutě se skládá ze dvou částí: Horní Hutě a Dolní Hutě. Horním Hutím dominuje turistická chata Čeřínek a Dolním Hutím hotel Jihlavan. V minulosti v osadě fungovala sklárna.

## Název
Název se vyvíjel od varianty Unter Glashütte, Dolnj Hutie a Ober Glashütte a Hornj Hutie (1790), Unter-Glashütten, Unterhütten, Dolnj Hutě (1842), Hutě dolní a horní (1854).

## Historie
Do roku 1920 existovaly dvě samostatné obce Dolní Hutě a Horní Hutě. V roce 1921 došlo ke sloučení. Od 1. ledna 1968 přísluší jako místní část k Cejli.

## Přírodní poměry
Hutě leží v okrese Jihlava v Kraji Vysočina. Nachází se 4,5 km jižně od Dušejova, 3 km jihozápadně od Mirošova, 2,5 km západně od Cejle a 4 km od Kostelce, 3 km severně od Dolní Cerekve, 3,5 km severovýchodně od Rohozné a 5 km východně od Nového Rychnova. Geomorfologicky je oblast součástí Česko-moravské subprovincie, konkrétně Křemešnické vrchoviny a jejího podcelku Humpolecká vrchovina, v jejíž rámci spadá pod geomorfologický okrsek Čeřínecká vrchovina. Průměrná nadmořská výška činí 595 metrů. Nejvyšší bod, Čeřínek (762 m n. m.), leží severně od Hutí. Jihozápadně od vsi stojí Přední skála (714 m n. m.) a východně od Hutí se nachází Huťský vrch (710 m n. m.). Vsí protéká Hornohuťský potok, západní hranici katastru tvoří Dolnohuťský potok. Nachází se zde přírodní památka Přední skála a v přírodním parku Čeřínek u objektu čp. 3 roste památná lípa velkolistá.

## Obyvatelstvo
Podle sčítání 1921 zde žilo v 23 domech 131 obyvatel, z nichž bylo 69 žen. 130 obyvatel se hlásilo k československé národnosti. Žilo zde 130 římských katolíků.
| Rok            | 1869 | 1880 | 1890 | 1900 | 1910 | 1921 | 1930 | 1950 | 1961 | 1970 | 1980 | 1991 | 2001 | 2011 |
| -------------- | ---- | ---- | ---- | ---- | ---- | ---- | ---- | ---- | ---- | ---- | ---- | ---- | ---- | ---- |
| Počet obyvatel | 174  | 159  | 157  | 148  | 144  | 131  | 114  | 38   | 28   | 18   | 10   | 2    | 1    | 12   |

## Hospodářství, doprava, turistika
V obci sídlí firmy FIRST BAY TRADING spol. s r.o., TOUPE 3 spol. s r.o. a AUTONOT v.o.s. Na kopci Čeřínek se nachází Krčma Čeřínek.
Obcí prochází silnice III. třídy č. 0396 do Cejle. Obcí prochází cyklistická trasa č. 5090 (z Rohozné do Cejle) a červeně značená turistická trasa z Nového Rychnova do Cejle a na Čeřínku začínají modrá do Dolní Cerekve a červená do Cejle.

## Školství, kultura a sport
Zdejší děti docházejí do základní školy v Cejli. Ve vesnici se nachází Lyžařské středisko Čeřínek.